# Gan Le'ummi Tel Lakhish
Gan Le'ummi Tel Lakhish (hebreiska: גן לאמי תל לכיש) är en nationalpark i Israel.   Den ligger i distriktet Södra distriktet, i den centrala delen av landet. Gan Le'ummi Tel Lakhish ligger 265 meter över havet.